# Аличе-Супериоре
Аличе-Супериоре (итал. Alice Superiore, пьем. Àles) — коммуна в Италии, располагается в области Пьемонт, в провинции Турин.
Население составляет 701 человек (2011 г.), плотность населения составляет 114 чел./км². Занимает площадь 7 км². Почтовый индекс — 10010. Телефонный код — 0125.
Покровителем коммуны почитается святой Мартин Турский, празднование 11 ноября.

## Демография
Динамика населения:

## Администрация коммуны
- Официальный сайт: http://www.comune.alicesuperiore.to.it/